# Клуб „Иван Ефремов“
Клубът „Иван Ефремов“ е сдружение на писатели фантасти и любители на фантастиката, съществуващо от 1974 г.
Сред предшествениците му са клубът „Приятели на бъдещето“ – основан от Христо Гешанов през 1962 г., и „Златното перо“ – основан след конкурс на сп. „Космос“ през 1969 г. Ненко Сейменлийски и Тодор Ялъмов формират клуб „Фантастика и футурология“ към СУ „Климент Охридски“ през 1971 г.
Основатели на клуба „Иван Ефремов“ през 1974 г. са Ненко Сейменлийски, Тодор Ялъмов, Александър Карапанчев, Пламен Аврамов, Крум Чокойски, Валери Голев, Атанас Славов.

## Членове на клуба

### Български писатели
- Александър Карапанчев
- Александър Бурмов
- Адриан Лазаровски
- Атанас П. Славов
- Валентин Иванов
- Велко Милоев
- Георги Малинов
- Григор Гачев
- Димитър Ленгечев
- Елена Павлова
- Ивайло Иванов
- Ивайло П. Иванов
- Иван Попов
- Иван Хаджиев
- Кънчо Кожухаров
- Любомир Николов – Нарви
- Мартин Петков
- Тихомир Ипотпалиев
- Николай Теллалов
- Росица Панайотова
- Христо Пощаков
- Янчо Чолаков

### Български художници
- Атанас П. Славов
- Валерия Димитрова
- Васил Иванов
- Вълко Дамянов
- Димитър Янков
- Емил Вълев
- Калин Николов
- Петър Литов
- Пламен Аврамов
- Стефан Лефтеров